# Lukaskirche (Gießen)

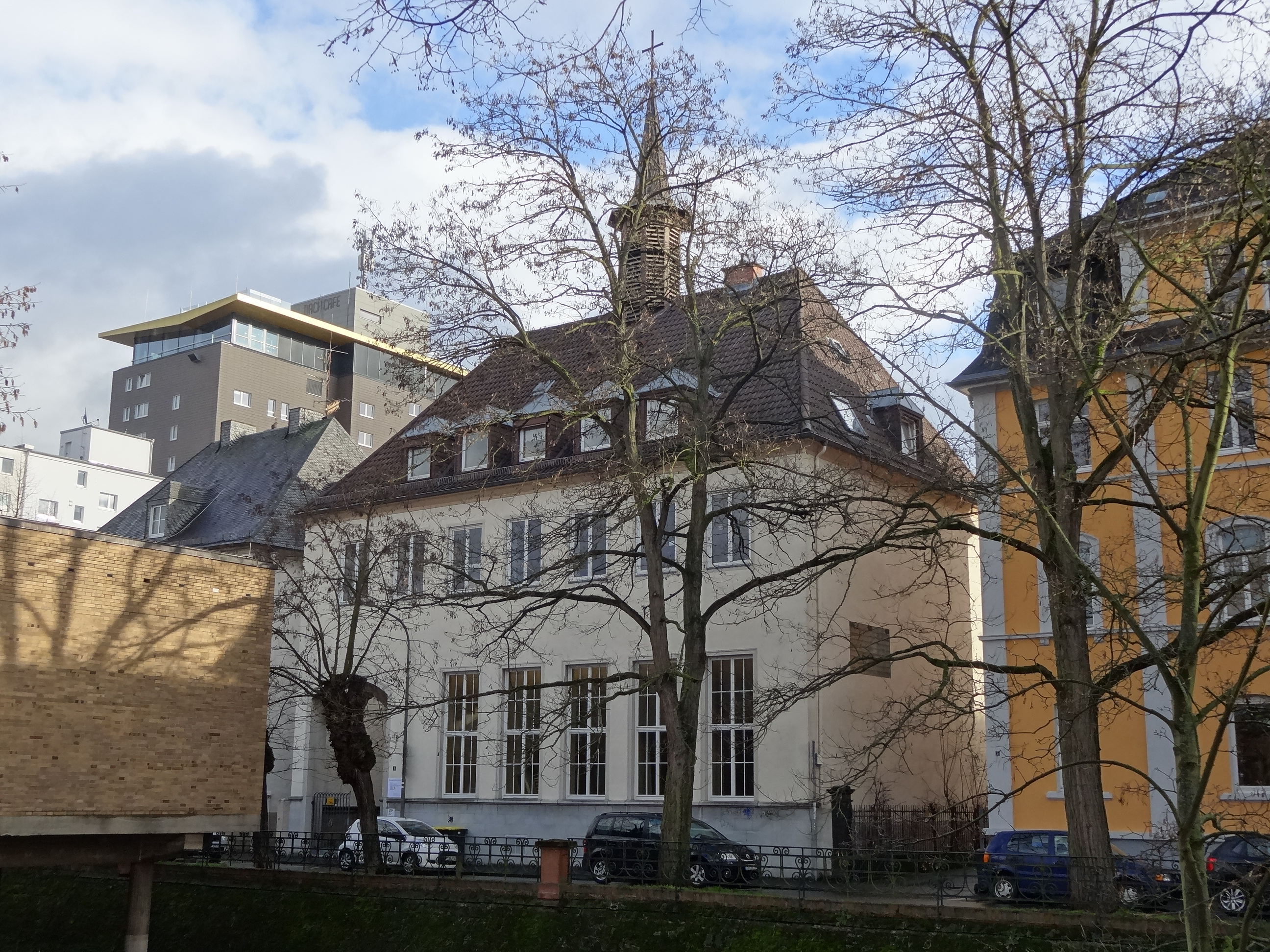
Vorderbau der Lukaskirche von Westen

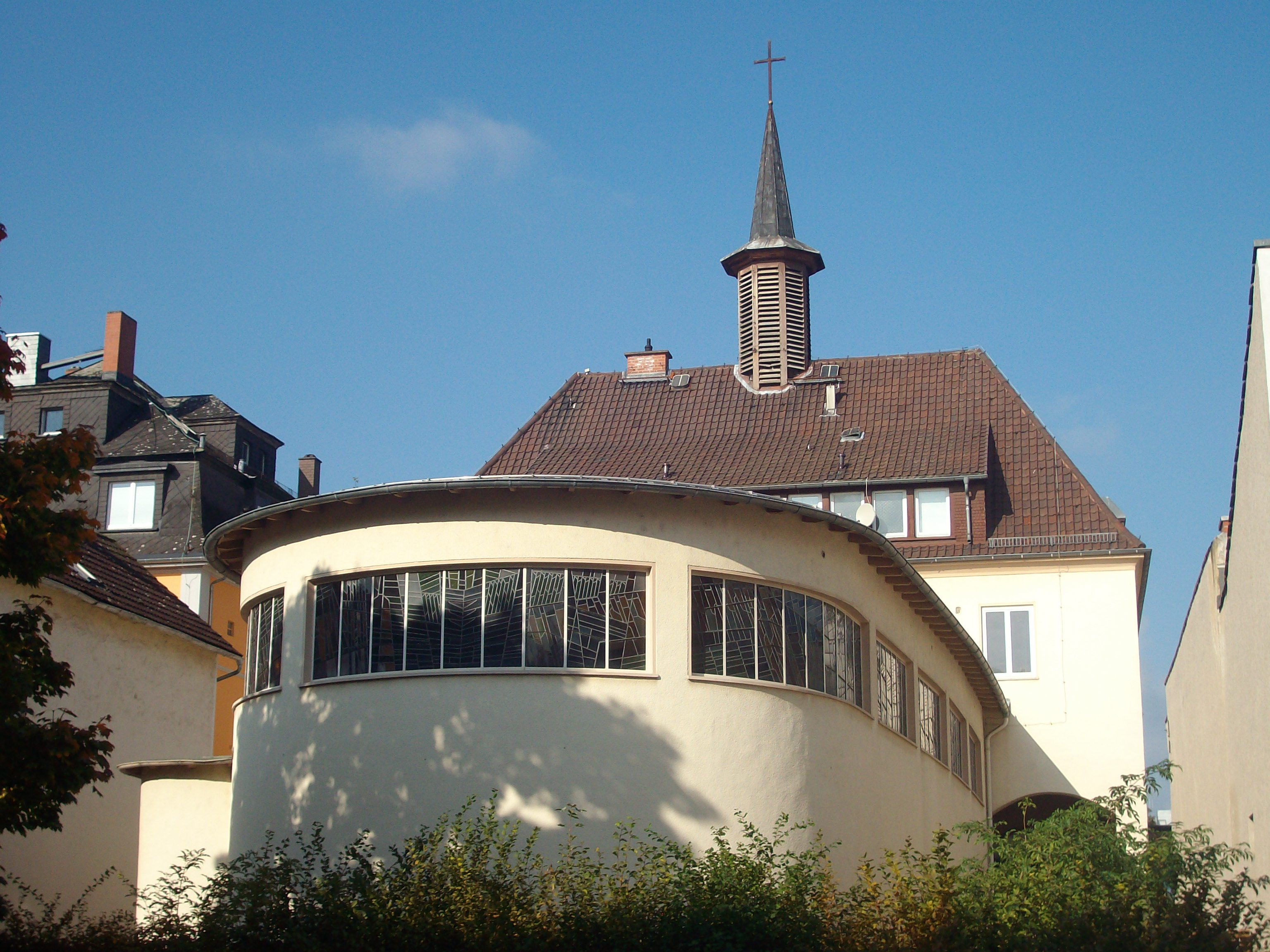
Lukaskirche von Osten

Die Lukaskirche ist eine evangelische Kirche in Gießen (Mittelhessen). Die komplexe Anlage besteht aus zwei Baukörpern, einem Gemeinde- und Pfarrhaus an der Straßenseite mit Walmdach und Dachreiter und dahinter einer eingezogenen Kirche mit runder Apsis. Sie wurde 1952/1953 gebaut und ist aufgrund ihrer architektonischen, kirchengeschichtlichen und künstlerischen Bedeutung hessisches Kulturdenkmal.

## Geschichte
Nach dem starken Anwachsen der Stadtbevölkerung im 19. Jahrhundert war die Stadtkirche von 1821 zu klein geworden. Aufgrund dessen wurde die Johanneskirche von 1891 bis 1893 errichtet. Die bisherige evangelische Stadtgemeinde wurde am 1. November 1892 in vier selbstständige Kirchengemeinden aufgeteilt, die nach den Evangelisten benannt wurden und je einen Pfarrer erhielten. Der Matthäus- und Markusgemeinde wurde die Stadtkirche zugewiesen, Lukas- und Johannesgemeinde nutzten seit 1893 gemeinsam die Johanneskirche.
Pfarrer Kurt Götze, der von 1947 bis 1950 Vikar der Lukasgemeinde war, bewarb sich auf die zum 1. November 1950 ausgeschriebene Pfarrstelle. Nach dem Wahlmodus C hatte aber die Kirchenleitung das alleinige Ernennungsrecht und wollte Götze nach Nidda versetzen und Paul Zipp als neuen Pfarrer einsetzen. Da die Lukasgemeinde Pfarrer Götze behalten wollte, die Kirchenleitung aber keine Ausnahme von der üblichen Praxis genehmigen konnte, kam es zum Konflikt. Einige Mitglieder der Lukasgemeinde mutmaßten, dass die Scheidung des Pfarrers das ausschlaggebende Moment für die Entscheidung der Kirchenspitze gewesen sei, während andere vermuteten, dass Götzes große Beliebtheit als Prediger und Seelsorger und in der Jugendarbeit Neid hervorgerufen hätte.
Nach erfolglosen Gesprächen mit der Kirchenleitung, Protesten, Leserbriefen in den Zeitungen und einer öffentlichen Diskussion mit Martin Niemöller am 1. Dezember 1950 eskalierte der „Kirchenstreit“. In dessen Folge spaltete sich 1951 von der traditionellen Lukasgemeinde eine Freie Lukasgemeinde ab. Die ersten Gottesdienste der neuen Lukasgemeinde fanden in der Universitätsaula statt. Der größere Teil der alten Gemeinde wechselte in die Freie Lukasgemeinde, der sich zudem Mitglieder aus anderen Gemeinden sowie Menschen anschlossen, die bisher kirchenfern waren. Deshalb wurde hier bald eine zweite Pfarrstelle geschaffen. Die beiden Gemeindeglieder Emma und Clara Buchhold stifteten ihr Trümmergrundstück in der Löberstraße, für das der Architekt Hermann Dirksmöller einen Gebäudekomplex mit Pfarr- und Küsterwohnung, Kindergarten, Rentamt und Gemeinderäumen entwarf. Aufgrund eines hohen Spendenaufkommens erfolgte die Grundsteinlegung bereits am 6. September 1952 und dank der tatkräftigen Mithilfe von Gemeindegliedern die Einweihung der Kirche nach elfmonatiger Bauzeit am 2. August 1953. Noch im selben Jahr wurde eine kleine Orgel eingebaut. Anschließend wurde der Vorderbau mit dem Pfarrhaus in Angriff genommen. Das Richtfest fand im Dezember 1953 statt. Der Dachreiter erhielt 1954 zwei Glocken. 1956 war der Innenausbau abgeschlossen.
Parallel zum Neubau in der Löberstraße musste die alte Lukasgemeinde neue Räumlichkeiten schaffen, da das bisherige Gemeindezentrum in der Liebigstraße dem Bombenangriff vom Dezember 1944 zum Opfer gefallen war. In dem erhaltenen Konfirmandensaal wurde im August 1951 ein evangelischer Kindergarten eröffnet, Lukassaal, Gemeindehaus und Pfarrhaus wurden von Juli 1952 bis Mai 1953 wiederaufgebaut.
Unter Wolfgang Schulze, seit 1961 zweiter Pfarrer der freien Lukasgemeinde, näherte sich die Gemeinde wieder der Landeskirche an. Zwischen beiden Lukasgemeinden fanden ab 1966 Gespräche zwischen den Pfarrern und Kirchenvorständen statt. Die Freie Lukasgemeinde wurde 1970 Personalgemeinde innerhalb der Evangelischen Kirche in Hessen und Nassau und die Mitglieder waren seit 1977 kirchensteuerpflichtig. Schulz wurde neben seinem Amt in der Freien Gemeinde 1975 als Nachfolger von Zipp gewählt, um die Vereinigung der beiden Gemeinden zu befördern. Nach der Wiedervereinigung beider Lukasgemeinden am 1. März 1979 blieb die Mitnutzung der Johanneskirche erhalten, sodass die Lukasgemeinde seitdem über zwei Kirchengebäude verfügt. In diesem Zuge erfolgten eine eingreifende Renovierung und Umgestaltung des Innenraums der Lukaskirche, bei der die Holzbänke durch Stühle ersetzt, der Altarbereich neu gestaltet und das Triptychon von Antonie Bitsch entfernt wurden. Eine Sanierung der Gemeinderäume folgte 1983.
Im Jahr 2020/2021 wurde der Innenraum entsprechend den Bedürfnissen der Jungen Kirche Gießen renoviert und umgestaltet. Durch den Zusammenschluss von  Lukasgemeinde und Pankratiusgemeinde Anfang 2022 entstand die Evangelische Gesamtkirchengemeinde Gießen Mitte, die 2026 zusammen mit weiteren Gemeinden in die Evangelische Philippusgemeinde Gießen aufgehen soll.

## Architektur

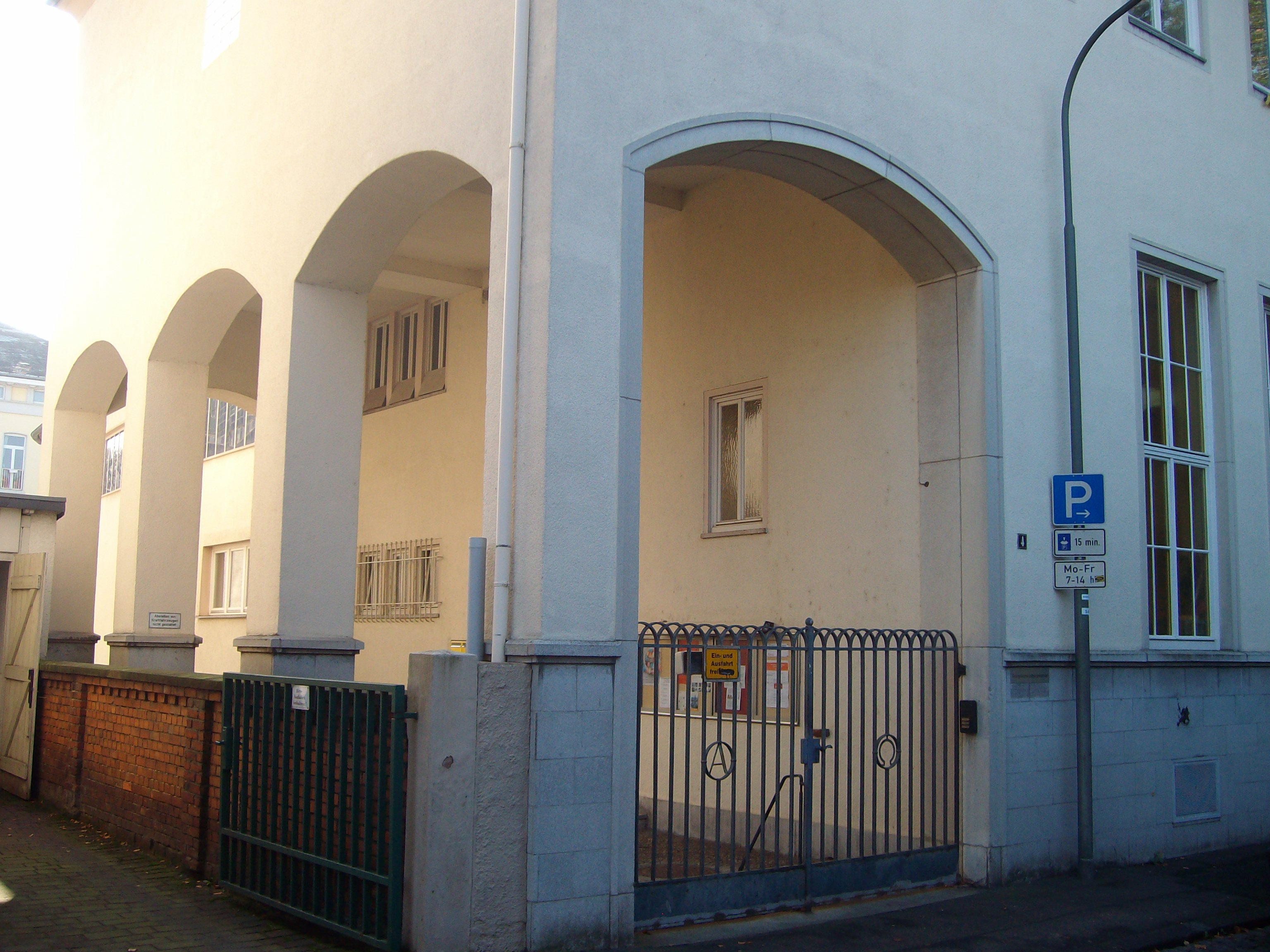
Eingangsbereich mit Segmentbögen

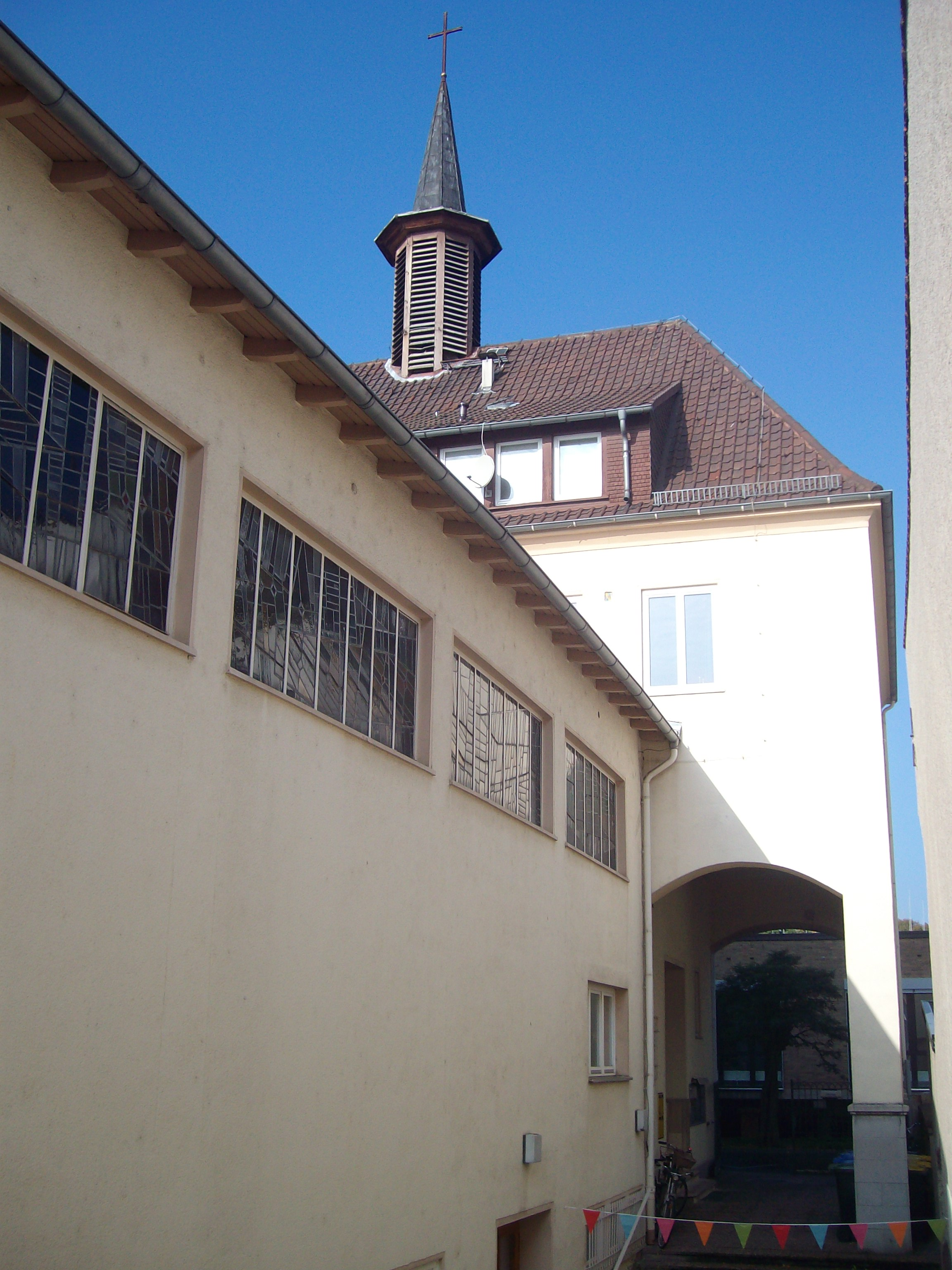
Blick von Osten auf Kirche und Vorbau

Die Lukaskirche besteht aus zwei unterschiedlichen Baukörpern auf einem Grundstück, das von drei Seiten umbaut ist. Der zweigeschossige Vorderbau auf rechteckigem Grundriss fügt sich architektonisch unauffällig in die Reihe der Wohnhäuser der Löberstraße ein und ist von der Straße kaum als Kirche erkennbar. Aufgrund der beengten Raumverhältnisse entstand eine architektonisch kreative Lösung, die gleichermaßen modern wie funktional war.
Dem Walmdach des Vorderbaus ist mittig ein achtseitiger Dachreiter aufgesetzt, der von einem kleinen Spitzhelm mit einem schlichten Kreuz bekrönt wird. Der zweigeschossige, traufständige Bau hat einen Sockel, der mit Platten verkleidet ist. Das Obergeschoss wird von der Straßenseite durch sieben gereihte, hochrechteckige Fenster belichtet, das Untergeschoss durch fünf größere Rechteckfenster. Das Dach ist zur Straßenseite hin mit fünf Gauben in Höhe der fünf mittleren Fenster bestückt, die Giebelseiten haben je eine kleine Gaube. Den Zugang gewährt eine hohe Eingangshalle mit flachen Segmentbögen.
Der eigentliche Kirchraum liegt im Garten und ist durch den Vorbau zugänglich. Der gegenüber dem Pfarrhaus eingezogene Sakralbau mit flachem Satteldach ist nicht geostet, sondern nach Südost ausgerichtet und mittig an den Vorderbau angebaut. Der Grundriss ähnelt einer gestreckten Parabel. Die Langseiten sind nicht ganz parallel, sondern laufen aufeinander zu und werden im Südosten von einer runden Apsis abgeschlossen. Der Innenraum wird unterhalb der Traufe durch ein umlaufendes Fensterband mit bunten Bleiglasfenstern belichtet, die geometrische Figuren bilden. Im Süden dient ein sehr schmaler Anbau als Sakristei und ermöglicht durch eine rundbogige Außen- und Innentür den Zugang in den Altarbereich. Unterhalb des Kirchsaals ist das Untergeschoss ausgebaut und diente ursprünglich als Kindergarten mit überdachtem Terrassenbereich unterhalb der Apsis.

## Ausstattung

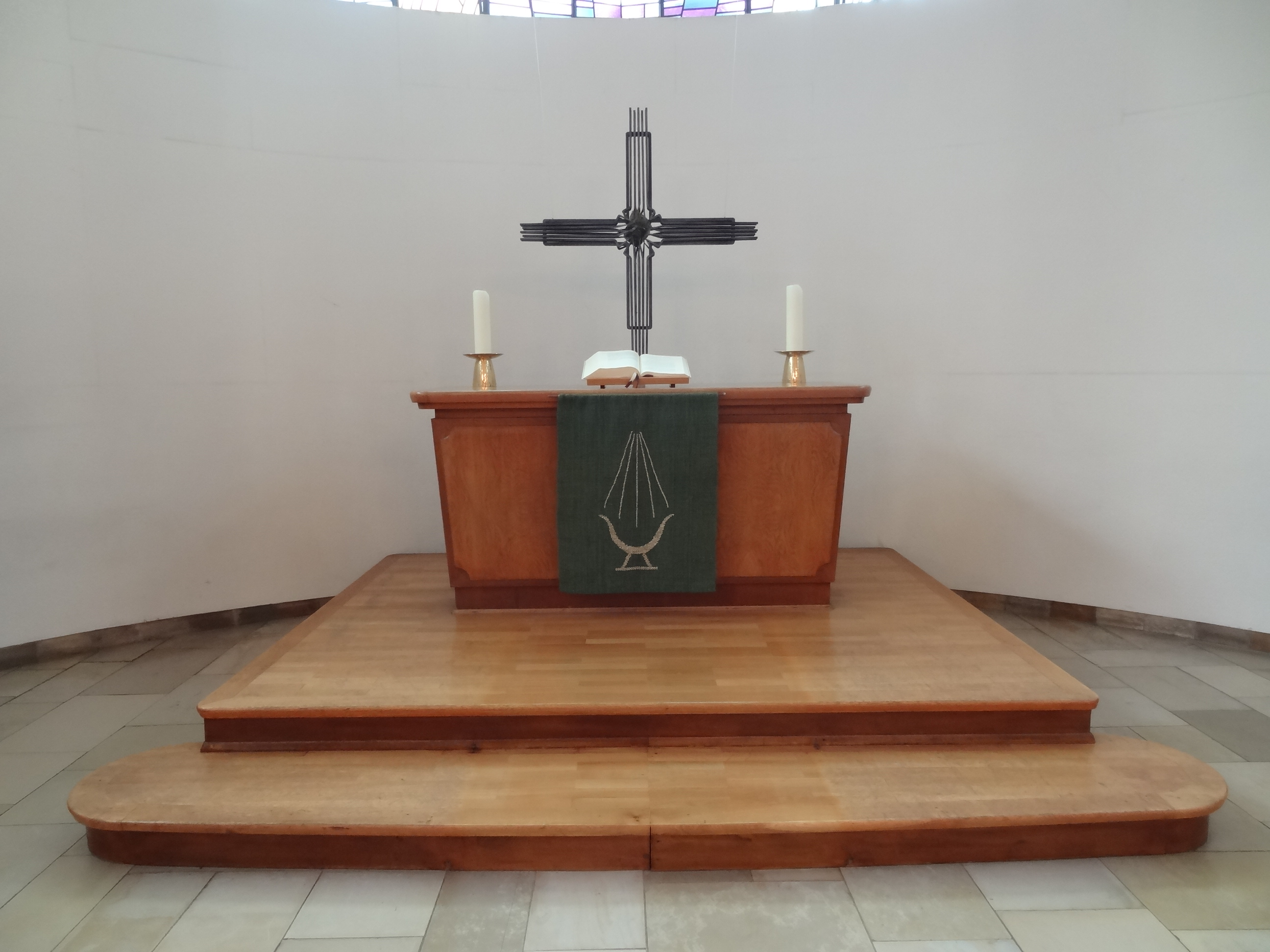
Altar

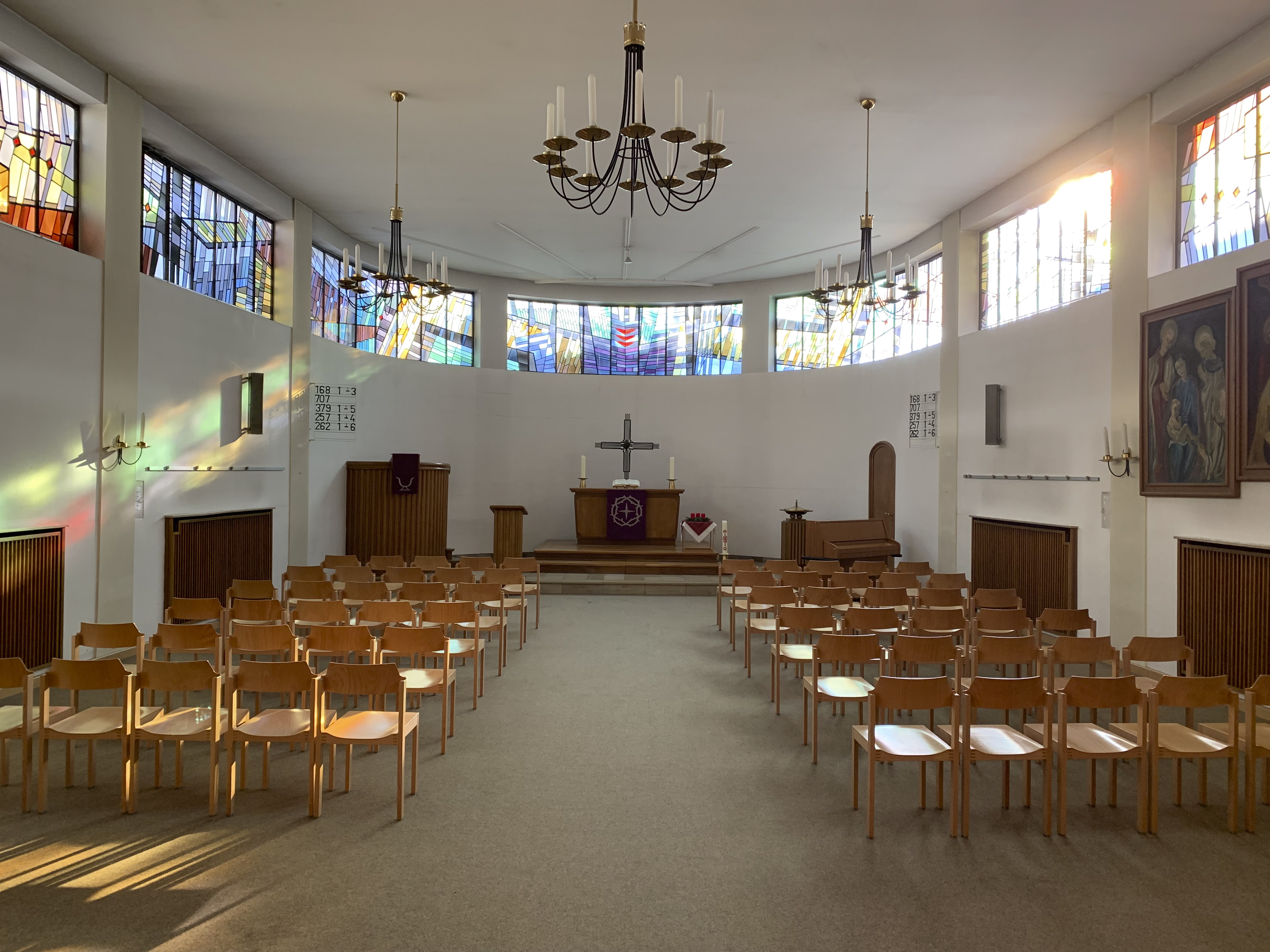
Blick in den Innenraum (2018)

Der Innenraum der Kirche schließt mit einer Flachdecke ab und ist schlicht gestaltet. Der mit ockerfarbenen Fliesen belegte Altarbereich ist gegenüber dem Schiff um eine Stufe erhöht. Von der ursprünglichen Ausstattung ist nur wenig erhalten. Die hölzerne Empore wich einer aus Beton, die als Aufstellungsort für die Orgel dient. Das hölzerne Kirchengestühl wurde durch Einzelstühle ersetzt und der Altarbereich modernisiert.
Erhalten sind die halbrunde hölzerne Kanzel mit Profilleisten, das schlichte Lesepult, die beiden Kronleuchter und die Wandleuchter sowie das vierseitige Taufbecken auf quadratischem Fuß, das eine Messingschale trägt. Der hölzerne Blockaltar steht seit der Innenrenovierung auf einem um zwei Stufen erhöhten Holzpodest. Das Altarkreuz hat vier gleich lange Arme und wird aus Eisenstäben gebildet, die einen bernsteinfarbenen Glasklumpen umschließen. An der südlichen Langwand hängt heute das Triptychon der Gießener Künstlerin Antonie Bitsch, von der noch zwei weitere Bilder in der Kirche erhalten sind.

## Orgel

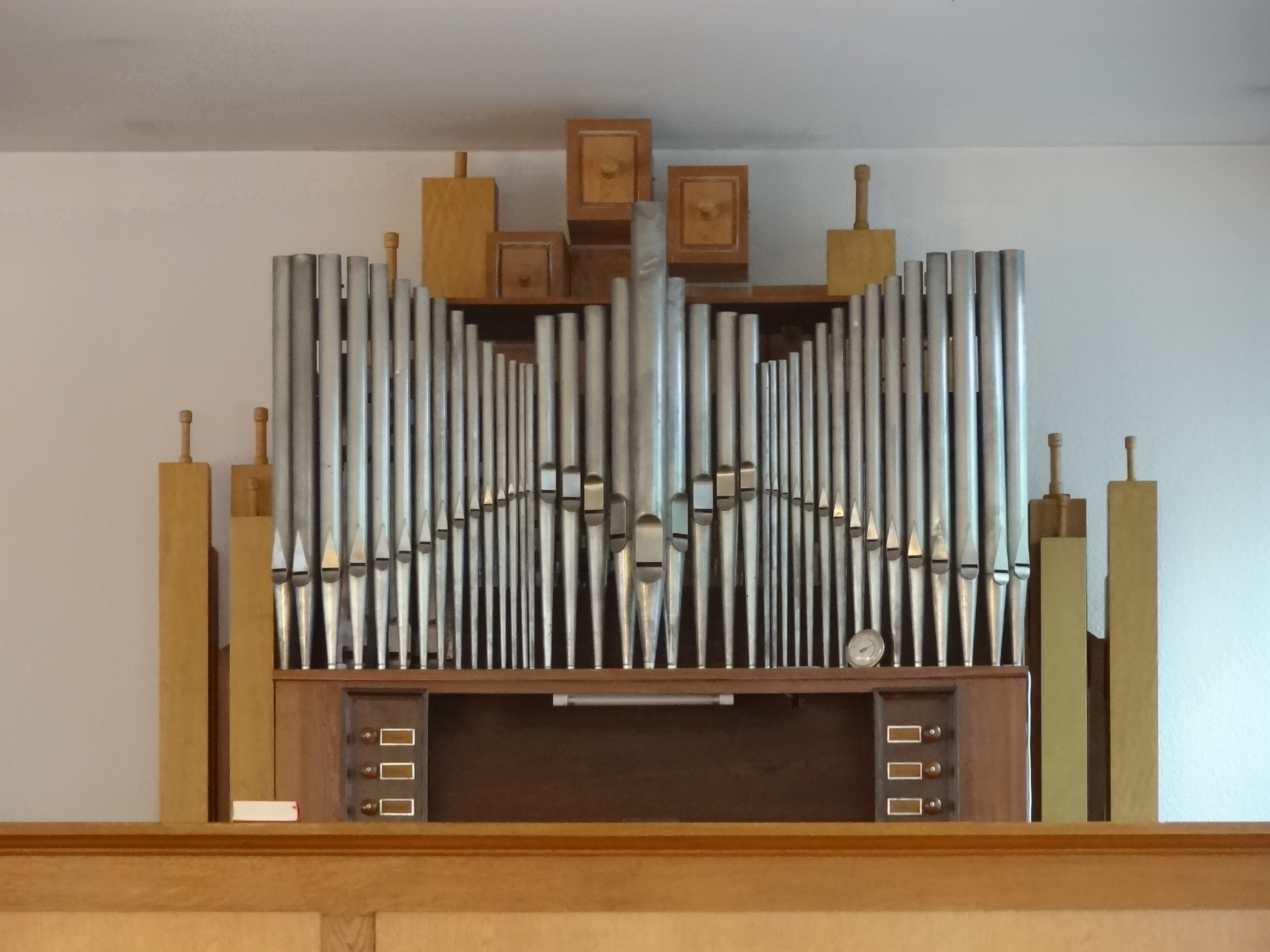
Orgel von 1953

Die Kirche erhielt 1953 eine Orgel der Licher Firma Förster & Nicolaus. Sechs Register verteilen sich auf einem Manual und Pedal. Die Manualregister sind geteilt. Die Disposition lautet wie folgt:
| I Manual C–f3   |       |
| Holzgedackt B/D | 8′    |
| Rohrflöte B/D   | 4′    |
| Prinzipal B/D   | 2′    |
| Quinte B/D      | 1 ⁄3′ |
| Oktave B/D      | 1′    |

| Pedal C–d1 |     |
| Subbass    | 16′ |

## Kirchengemeinde
Die evangelische Lukasgemeinde und Johannesgemeinde besitzen und nutzen gemeinsam die Johanneskirche seit ihrer Fertigstellung im Jahr 1893. Beide Gemeinden tragen die Kosten zur Hälfte. Die Lukaskirche wird neben den regelmäßigen Gottesdiensten zu kulturellen Zwecken genutzt. Die Lukasgemeinde umfasst etwa 3000 Mitglieder (Stand: 2018).
Die Lukaskirche bietet seit 2021 auch der Jungen Kirche Gießen Raum, einem Projekt des Evangelischen Stadtjugendpfarramts Gießen. Seit 2022 bilden die Lukasgemeinde zusammen mit der Pankratiusgemeinde die Evangelische Gesamtkirchengemeinde Gießen Mitte mit insgesamt 5400 Mitgliedern und einem gemeinsamen Kirchenvorstand und Haushalt. Die Gesamtkirchengemeinde wurde 2024 um die Petrus- und die Stephanusgemeinde erweitert und soll 2026 zusammen mit der Johannesgemeinde und der Gemeinde in Allendorf/Kleinlinden in die Evangelische Philippusgemeinde Gießen aufgehen. Das Evangelische Dekanat Gießen wird die Philippusgemeinde, die Gesamtkirchengemeinden Gießen Ost und Gießen Nord sowie drei Gesamtkirchengemeinden im Gießener Umland mit insgesamt 43.000 Mitgliedern umfassen. Es ist Teil der Propstei Oberhessen innerhalb der Evangelischen Kirche in Hessen und Nassau.
Die Lukasgemeinde hatte folgende Pfarrer:
- 1893–1898: August Dingeldey
- 1898–1907: Ferdinand Euler
- 1908–1938: Heinrich Bechtolsheimer
- 1939–1947: Erwin Wißmann
- 1947–1950: Kurt Götze (1951–1970 erster Pfarrer der Freien Lukasgemeinde)
- 1950–1975: Paul Zipp
- 1975–1981: Wolfgang Schulze (seit 1961 zweiter Pfarrer der Freien Lukasgemeinde, 1981–1985 Diakonieobmann des Dekanats auf Pfarrstelle III)
- 1981–1987: Peter Fischer-Neumann
- 1988–2007: Ulrike Fiensch (seit 2004 einzige Pfarrstelle)
- 2008–2016: Andreas Günther (seit 2010 halbe Stelle)
- 2010–2016: Bettina Friehmelt (halbe Stelle)
- seit 20160 : Matthias Weidenhagen

In der Lukasgemeinde wurde 1976 eine zweite Pfarrstelle eingerichtet, 1979 die vereinigte Lukasgemeinde in drei Bezirke mit je einer Pfarrstelle aufgeteilt sowie eine zusätzliche Pfarrvikarstelle geschaffen. Die dritte Pfarrstelle wurde 1985 wieder aufgehoben, die zweite Pfarrstelle 2004.
- 1976–1979: Gerda Schwarz (Pfarrvikarin)
- 1979–1986: Hugo Schmitt (Pfarrstelle II)
- 1979–1980: Helmut Scholl (Pfarrstelle III)
- 1984–1986: Wolfgang Traumüller (Pfarrvikar)
- 1986–1989: Manuel Ossa (Pfarrvikar)
- 1987–1990: Michael Solle (Pfarrvikar, Pfarrstelle II)
- 1991–1997: Friedhelm Schäfer (Pfarrstelle II)
- 1997–2004: Bert Schaaf (Pfarrstelle II)